# Средно училище „Св. Патриарх Евтимий“ (Пловдив)
Средно училище „Свети Патриарх Евтимий“ е едно от елитните средни училища в Пловдив, намира се на улица „Иван Вазов“ в близост до центъра на града. В него е изучават два основни чужди езика и училищната му програма набляга на профилирана биология, химия и физика – необходима база за медицинско образование.

## История на средното училище
През 1937 г. е създадена смесена гимназия в Пловдив. Пет години по-късно през 1942 г. тя е разделена на две училища, едното от които е Втора девическа гимназия „Царица Йоанна“. През 1945 г. училището е преименувано и носи името на Лиляна Димитрова. През 1950 г. гимназията се слива с част от учениците от Първа мъжка гимназия и ученици от Първа и Трета прогимназия. Така се създава Второ единно смесено училище „Лиляна Димитрова“. През 1954 г. за пръв път е честван патронният си празник.
През 1964 г. се създават две училища – Основно училище „Лиляна Димитрова“ и Образцова гимназия „Лиляна Димитрова“, които се сливат през 1975 г. в Единно средно политехническо училище „Лиляна Димитрова“. През 1981 – 1982 г. е извършено най-голямото функционално преустройство на сградите и тържествено е отбелязан 40-годишният юбилей. През 1980-те години в училището се развива богата художествена самодейност, отличена с много награди. Друга основна насока е възходът на франкофонията – създават се интеграционни връзки с лицей от град Льо Ман, спечелени са призови места на театралните фестивали в Руан, Ларош, Арад и Печ.
От 20 ноември 1991 г. съгласно решение на Общинския съвет в Пловдив училището е преименувано на СОУ „Свети Патриарх Евтимий“. От 1 август, 2016 г. училището се нарича СУ „Св. Патриарх Евтимий“.

## История на началното училище
През пролетта на 1924 г. пловдивският митрополит Максим с лични средства закупува парцел на улица „Иван Вазов“ №35 и дарява пари за строителството и освещава Народно начално училище „Иларион Макариополски“. Две години по-късно в знак на благодарност е преименувано в Народно училище „Митрополит Максим“. В средата на 1930-те години в сградата е настанена девическата прогимназия „Отец Паисий“.
През 1949 г. патрон на началното училище става големият поет Никола Вапцаров, а следващата година се слива с прогимназията. До 1970 г. съществува като Трето народно основно училище „Никола Йонков Вапцаров“, след което се присъединява към гимназия „Лиляна Димитрова“. От 1976 г. се отделя като самостоятелно начално училище, без да се променя името. През 1992 г. е преименувано и носи името на пловдивския писател Стоян Загорчинов. Със заповед на Министерството на образованието и науката през 2000 г. началното училище се присъединява към СОУ „Свети Патриарх Евтимий“.

## Директори на средното училище
- Георги Карагьозов (1942-1944)
- Иван Коев (1944-1945)
- Надежда Петкова (1945-1950)
- Дацка Дидова (1950-1951)
- Илия Григоров (1951-1955)
- Димитър Стоянов (1955-1956)
- Пеню Пенчев (1956-1980)
- Владимир Милушев (1980-1982)
- Петранка Касакова (1982-1998)
- Невена Колеманова (1998-2010)
- Валентина Стоенчева (2010-)

## Директори на началното училище
- Рада Ангелова
- Владимир Мандулов
- Иванка Стаматова
- Петър Павлов
- Мария Стойкова
- Пенка Димитрова
- Жечка Хипова
- Илиана Куманова

## Постижения
- Два пъти става републикански първенец – на втори и трети национален преглед на училищата през 1958 и 1960 г.
- По време на четвърти републикански преглед през 1962 г. е обявено за образцово училище.